# Citripestis
Citripestis is een geslacht van vlinders van de familie snuitmotten (Pyralidae), uit de onderfamilie Phycitinae.

## Soorten
- C. eutraphera Meyrick, 1933
- C. pectinicornella (Hampson, 1896)
- C. sagittiferella Moore, 1891